# Patria AMV

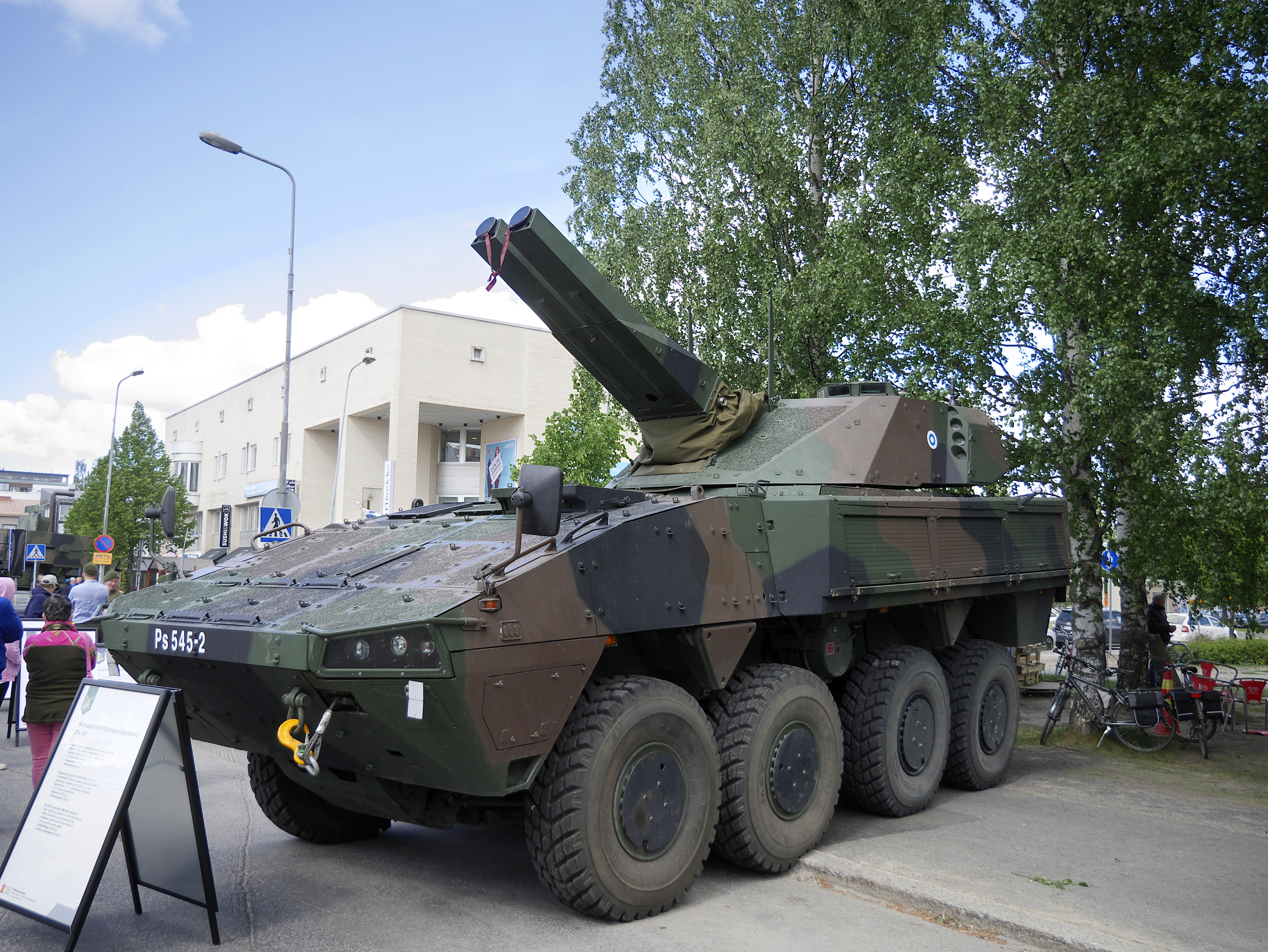
Patria AMOS

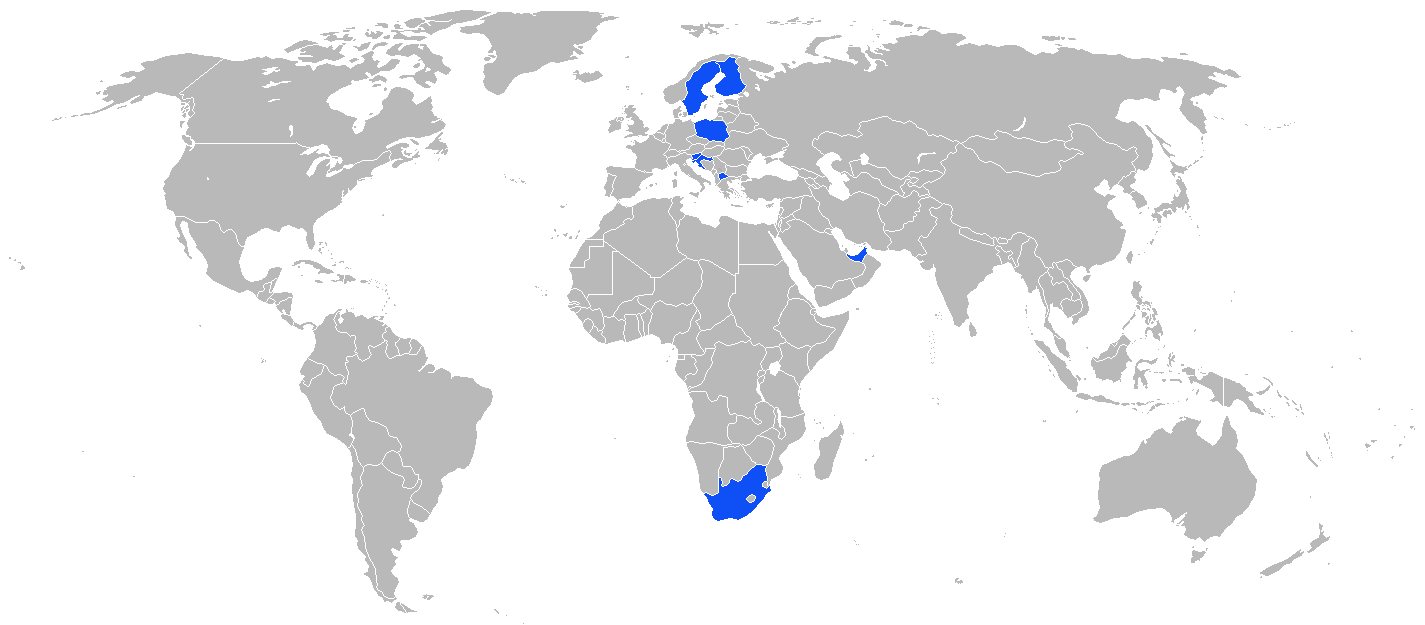
Mapa uživatelů Patria AMV

Patria AMV (Armoured Modular Vehicle; obrněné modulární vozidlo) je finský obojživelný kolový obrněný transportér vyráběný společností Patria.

## Vývoj
Vozidlo bylo vyvíjeno jako náhrada za transportéry Patria Pasi. Prototyp Patria vyrobila v roce 2001, přičemž sériovou výrobou zahájila v roce 2004.

## Design
Patria AMV (ve verzi 8x8) v závislosti na konfiguraci váží 16 – 24 tun. Obrněnec snese maximální zatížení 10 tun; celkový objem interiérů je 13 m³.
Ve verzi 6x6 převeze až 6 tun nákladu. Hmotnost transportéru činí 12 – 18 tun. Oproti výše zmíněné variantě vykazuje horší průchodivost terénem.

### Pancéřování
V základní variantě disponuje AMV pancéřováním schopným odolat střelám ráže 7,62 mm, může však být navýšeno až na STANAG 4569 Level 6, transportér tedy odolá palbě ze zbraní do 30 mm včetně. Podvozek odolá výbuchu miny o síle až 10 kg TNT. Na polských vozidlech KTO Rosomak (polonizovaná verze AMV) je instalován systém aktivní ochrany Szerszen.

### Pohon
Patria AMV je poháněna vznětovým motorem DI 12 Scania o výkonu 490 koní, jenž vozidlu poskytuje dojezd 800 km a maximální rychlost 100 km/h na silnici, resp. 10 km/h ve vodě.

## Varianty
- Patria NEMO - samohybný minomet
- Patria AMOS - samohybný minomet
- KTO Rosomak - polonizovaná verze obrněného transportéru
- Badger - verze pro jihoafrickou armádu [1]
- Patria AMV XP - modernizovaná varianta původního modelu [2]

## Uživatelé

### Současní
- Finsko - 64 transportérů + 24 samohybných minometů AMOS
- Chorvatsko - chorvatská armáda získala celkem 126 obrněnců (obrněný transportér, zdravotní, logistické a velitelské vozidlo) [3]
- Jižní Afrika - v květnu 2007 objednáno 264 Patria AMV
- Polsko - od roku 2002 postupně objednáno 1197 kusů, od roku 2005 výroba probíhá pouze v Polsku
- Slovinsko - má být dodáno 115 kusů
- Spojené arabské emiráty - do služby zaveden neznámý počet transportérů, měla by údajně disponovat věží z ruského bojového vozidla pěchoty BMP-3
- Švédsko - v srpnu 2010 si Švédsko objednalo 113 obrněnců, všechny dodány do roku 2013
- Slovensko - na konci března 2022 vláda SR odsouhlasila nákup 76 obrněnců Patria AMVXP 8x8 v konfiguraci Turra-30 s 30 mm kanónem [4]